# Albina Deliu
Albina Deliu (* 26. Mai 2000) ist eine kosovarische Leichtathletin, die sich auf den Mittelstreckenlauf spezialisiert hat.

## Sportliche Laufbahn
Erste internationale Erfahrungen sammelte Albina Deliu im Jahr 2016, als sie bei den erstmals ausgetragenen Jugendeuropameisterschaften in Tiflis im 800-Meter-Lauf mit 2:28,13 min in der ersten Runde ausschied. 2018 startete sie über diese Distanz bei den U20-Weltmeisterschaften in Tampere, kam aber auch dort mit 2:19,84 min nicht über die Vorrunde hinaus, wie auch bei den U20-Europameisterschaften 2019 im schwedischen Borås mit 2:16,60 min. 2020 belegte sie bei den Balkan-Hallenmeisterschaften in Istanbul in 2:16,99 min den sechsten Platz und im Jahr darauf wurde sie bei den Balkan-Hallenmeisterschaften ebendort mit neuem Landesrekord von 2:13,86 min Elfte und schied kurz darauf bei den Halleneuropameisterschaften im polnischen Toruń mit 2:14,06 min im Vorlauf aus.

## Persönliche Bestleistungen
- 800 Meter: 2:14,72 min, 21. Juni 2018 in Istanbul
  - 800 Meter (Halle): 2:13,86 min, 20. Februar 2021 in Istanbul (kosovarischer Rekord)
- 1500 Meter: 4:38,31 min, 28. Januar 2021 in Elbasan